# Terrasini
Terrasini är en ort och kommun i storstadsregionen Palermo, innan 2015 i provinsen Palermo, i regionen Sicilien i sydvästra Italien. Kommunen hade 12 535 invånare (2017).